# Tmesisternus subsimilis
Tmesisternus subsimilis là một loài bọ cánh cứng trong họ Cerambycidae.